# Język yao
Język yao – język z rodziny bantu, używany w Malawi, Tanzanii i Mozambiku. W 2001 roku liczba mówiących wynosiła prawie 2 mln.